# Ritorno al presente (programma televisivo)
Ritorno al presente è stato un programma televisivo di genere reality, condotto da Carlo Conti su Rai 1 nel 2005. Il format del programma era olandese, ideato dalla MC&F Broadcasting Production and Distribution. Il titolo del programma faceva riferimento al film Ritorno al futuro.

## Regolamento
Questo gioco prevede che quattordici concorrenti "VIP" vivano ogni settimana in diverse epoche storiche (in realtà apposite location con scenografie opportunamente realizzate), comportandosi con le abitudini e le usanze dell'epoca cui sono catapultati. Ogni settimana si affrontano delle prove da cui esce il potente, che è immune dalla nomination e acquisisce il diritto a scegliere due delle tre persone tra le quali gli altri concorrenti devono votare i due "nominati" (l'altro lo sceglie il potente successivo).
In caso di parità di voti, si salva il più anziano, e non solo nella nomination, ma in tutti gli altri casi del gioco ove vi sia una parità. In seguito i due nominati saranno sottoposti al giudizio del pubblico che deciderà chi dei concorrenti deve abbandonare il gioco. Con questo meccanismo si eliminano i concorrenti, e solo tre persone si contenderanno il premio finale.

## Prima e unica edizione
La prima e unica edizione è stata in onda dal 15 febbraio al 23 marzo 2005 su Rai 1, ed è stata chiusa con qualche settimana d'anticipo a causa degli ascolti non soddisfacenti. Oltre alla puntata settimanale in prima serata, il reality prevedeva tre strisce quotidiane condotte da Chiara Tortorella in onda alle ore 14:00.
Podio:
1. Gegia
2. Sandra Milo
3. Marina Suma
4. Andy Luotto
5. Paolo Mengoli

Altri partecipanti:
- Martin Amondarain
- Nadia Bengala
- Bernardo Cherubini (ritiratosi il 28 febbraio, non viene sostituito)
- Alessandro Di Carlo
- Vera Gemma
- Amedeo Goria (ritiratosi il 16 marzo, non viene sostituito)
- Marina Graziani
- Elisabetta Gregoraci
- Max Parodi

Inviata: Chiara Tortorella.

## Audience
Il programma, a causa di un basso livello di ascolti (rispetto alle prospettive della rete ammiraglia della Rai), si rivelò un flop e si concluse un mese prima della data prevista, dopo sette puntate invece delle tredici previste inizialmente. La prima puntata dello show ebbe uno share leggermente inferiore al 20% (19.96%), con 5 070 000 spettatori, ma già dalla seconda puntata questi scesero a 3 820 000, per circa il 14,80% di share. Nelle prime quattro puntate, dopo le quali si decise la chiusura anticipata, la media degli ascolti era stata del 15,60%. Gli ascolti bassi fecero sì che i concorrenti ritirati non venissero sostituiti.
Nel corso di un'intervista televisiva del 9 gennaio 2021 il conduttore Carlo Conti si è dichiarato parzialmente pentito della conduzione di questo reality show, aggiungendo però che "chi non fa, non sbaglia".